# Полска станция в Хонсун
Полската полярна станция в Хонсун (на полски: Polska Stacja Polarna, Hornsund) е научноизследователска станция на остров Шпицберген в архипелага Свалбард на Норвегия.
Намира се в югозападния край на острова, разположена е край залива Исбьонхамна (Isbjørnhamna) по северния бряг на фиорда Хонсун (Hornsund).
Създадена е в рамките на Международната геофизическа година от експедиция на Полската академия на науките (ПАН) начело с известния геолог, арктически изследовател и алпинист Станислав Седлицки през 1957 г. Построена е в течение на 3 летни месеца. Модернизирана е за целогодишна дейност през 1978 г. Оттогава Институтът по геофизика на ПАН организира целогодишни и сезонни научни експедиции на станцията. Обслужва се от персонал от 10 до 12 души.
На 17 септември 2017 г. учени заравят край станцията 60-сантиметрова тръба от неръждаема стомана, съдържаща образци и предназначена да представи на нейните бъдещи откриватели днешните достижения на знанието в геологията, билогията и технологията.